# Richard Glazar
Pour les articles homonymes, voir Goldschmidt.
Richard Glazar, né sous le nom de Richard Goldschmidt le 29 novembre 1920 à Prague et mort le 20 décembre 1997 à Prague, est un survivant du camp d'extermination de Treblinka.
Il a raconté son expérience dans le livre Die Falle mit dem grünen Zaun (1992, traduit en anglais en 1995: Trap with a green fence) et en français en 2023 chez Actes Sud sous le titre Derrière la clôture verte – Survivre à Treblinka.

## Biographie

### Enfance et jeunesse
Son père est un ancien officier de l'Empire austro-hongrois. Sa famille parle indifféremment le tchèque et l'allemand. Ses parents divorcent en 1932. Sa mère se remarie quatre ans plus tard. En décembre 1938, son père obtient un visa d'émigration pour toute la famille en Angleterre mais au dernier moment, il refuse de partir car il ne se sent pas le courage de recommencer à zéro dans un autre pays. Au printemps 1939, Richard Glazar veut s'inscrire à l'université pour suivre des études de philosophie mais la législation anti-juive l'en empêche. Par contre, il est autorisé à faire des études d'économie à la rentrée. Mais l'université est fermée en novembre 1939 par les nazis. Richard Glazar  travaille alors pour son beau-père. Au début de l'année 1940, les lieux publics comme les cafés, les théâtres sont interdits aux Juifs. Il devient alors ouvrier agricole dans les campagnes tchèques. Le port de l'étoile jaune est un sujet de honte pour lui. 

### Treblinka
Il est déporté à Theresienstadt en septembre 1942 puis à Treblinka un mois plus tard. Le transfert dure deux jours. Sur le chemin de Treblinka, les déportés croisent un polonais qui leur fait signe qu'ils vont mourir en passant son doigt sur sa gorge.  Il arrive au camp le  10 octobre 1942. Il échappe au gazage à l'arrivée dans le camp avec un petit groupe de Juifs tchèques dont Karl Unger, Rudi Masarek, Hans Freund, Robert Altschul . Les SS ont en effet besoin de main d'œuvre juive, environ un millier de personnes, pour faire fonctionner le camp de la mort, tondre les femmes, trier les vêtements, enlever les bijoux et les dents en or des cadavres, incinérer ou brûler les corps. Lorsqu'il demande ce qui va arriver aux autres, un déporté lui répond en yiddish les larmes aux yeux qu'ils vont tous mourir. La plupart des Juifs tchèques sont assimilés et ne parlent pas le yiddish. C'est à Treblinka que pour la première fois, Richard Glazar entend parler yiddish. Comme Chil Rajchman, il raconte que les SS obligent les détenus juifs à courir tout le temps pour exécuter les ordres. Très vite, il comprend que la seule chose réelle à Treblinka, c'est la mort et que tout le monde est destiné à mourir. À chaque convoi, les SS gardent vivants une vingtaine de Juifs pour remplacer  les travailleurs du camp qui sont morts. Pour les autres, c'est la séparation des hommes et des femmes, le déshabillage, la tonte et le gazage immédiat et tout cela au pas de course pour perdre le moins de temps possible. Richard Glazar est affecté au Kommando de tri des vêtements. Les vêtements des juifs assassinés sont disposés en tas et lui doit séparer la soie, le coton, la laine et les synthétiques. Puis séparer chaque tas par couleur et  par utilisation. Il doit aussi retrouver les valeurs cachées dans les vêtements. Grâce aux provisions amenées par les exterminés, les survivants ne souffrent pas de la faim. 
Richard Glazar se souvient des convois de Darmstadt, de Varsovie, de Grodno, de Kielce, de Slovaquie, de Moravie, des violences des SS et des auxiliaires ukrainiens, notamment d'Ivan, surnommé Ivan le terrible, cité par Chil Rajchman. Il raconte que les déportés trop faibles pour courir jusqu'à la chambre à gaz sont amenés à l'infirmerie, le Lazaret et exécutés d'une balle dans la nuque. Les exécuteurs sont surnommés les « samaritains ». Il raconte aussi l'histoire de l 'évasion d'un juif polonais, David Brat, grâce à la complicité de Kapos. Il veut informer la résistance du ghetto et Londres de ce qui se passe à Treblinka. Un dimanche après-midi du mois de novembre 1942, se dressent les premiers buchers pour brûler les corps. Un juif religieux du baraquement de Glazar se met à prier. Il récite une vieille prière en hébreu du temps de l'inquisition espagnole, de Torquemada, époque où des milliers de juifs et de non-chrétiens furent brûlés  au nom de la sainte croix. 
De la fin janvier à mars 1943, Treblinka ne reçoit plus de convois. Les déportés qui vivent dans le camp souffrent grandement de la faim. Quand l'Oberscharfuhrer Kurt Franz  leur annonce que les déportations vont reprendre, ils comprennent qu'ils vont de nouveau pouvoir manger correctement. Les déportés en effet se nourrissent des vivres que les juifs assassinés à leur arrivée laissent dans leurs bagages ou font des échanges avec les auxiliaires ukrainiens avec les biens des victimes qu'ils ont pu subtiliser. 
Le convoi qui arrive vient du camp de transit de Salonique. Il transporte des Juifs de Macédoine et de Bulgarie. Richard Glazar et ses compagnons se jettent sur leur nourriture et s'empiffrent autant qu'ils peuvent pour calmer leur faim. Ils comprennent alors que la vie des esclaves de Treblinka dépend des convois qui sont acheminés dans le centre d'exécution immédiate.

### Après Treblinka
Richard Glazar participe à la révolte de Treblinka et parvient à s'échapper avec  Karl Unger le 2 aout 1943. Ils  sont finalement capturés à Nowe Miasto mais parviennent à faire croire qu'ils sont des travailleurs tchèques « aryens » (c'est-à-dire non juifs) de l'Organisation Todt. Ils sont envoyés au camp de transit de  Częstochowa avant d'être envoyés en Allemagne. Ils sont alors employés comme ouvriers à Mannheim dans l'usine  Heinrich Lanz jusqu'à la libération. De sa famille, il ne lui reste que sa mère qui a survécu à Auschwitz et à Bergen-Belsen. De retour à Prague, Richard Glazar écrit immédiatement son témoignage en tchèque mais ne trouve aucun éditeur pour le publier. Il  reprend alors sa vie, étudie à Prague, Londres et Paris. Suspect aux yeux du régime communiste tchèque, il est assigné à un emploi d'ouvrier de 1951 à 1953. En 1968, à la suite de la répression du printemps de Prague, il parvient à s'enfuir en Suisse avec sa famille. Il exerce alors la profession d'ingénieur. 
Richard Glazar retourne à Treblinka en 1957. Il est aussi témoin aux procès des bourreaux de Treblinka en 1964 et 1970. Il publie son témoignage sur Treblinka, qu'il a rédigé en allemand en 1992  sous le titre de “Die Falle mit dem grünen Zaun ” (Fischer Taschenbuch Verlag, Frankfurt am Main 1992).  Il est aussi un des témoins du film Shoah de Claude Lanzmann. Il se suicide le 20 décembre 1997 à Prague après la mort de sa femme. 
Son livre-témoignage a aussi été publié en tchèque en 1994. La version allemande a été traduite en anglais et est parue en français chez Actes Sud en septembre 2023.

## Œuvre
- Die Falle mit dem grünen Zaun – Überleben in Treblinka, Fischer Verlag, 1992.
- Trap with a green fence, Northwestern University Press, 1995
- Derrière la clôture verte. Survivre à Treblinka [« Die Falle mit dem grünen Zaun - Überleben in Treblinka »], trad. par Olivier Mannoni et Valéry Pratt, Arles, France, Actes Sud, 2023, 320 p.  (ISBN 978-2-330-17314-2)